# Sebastian Brant
Sebastian Brant (ur. 1457 w Strasburgu, zm. 10 maja 1521 tamże) – niemiecki humanista i satyryk.

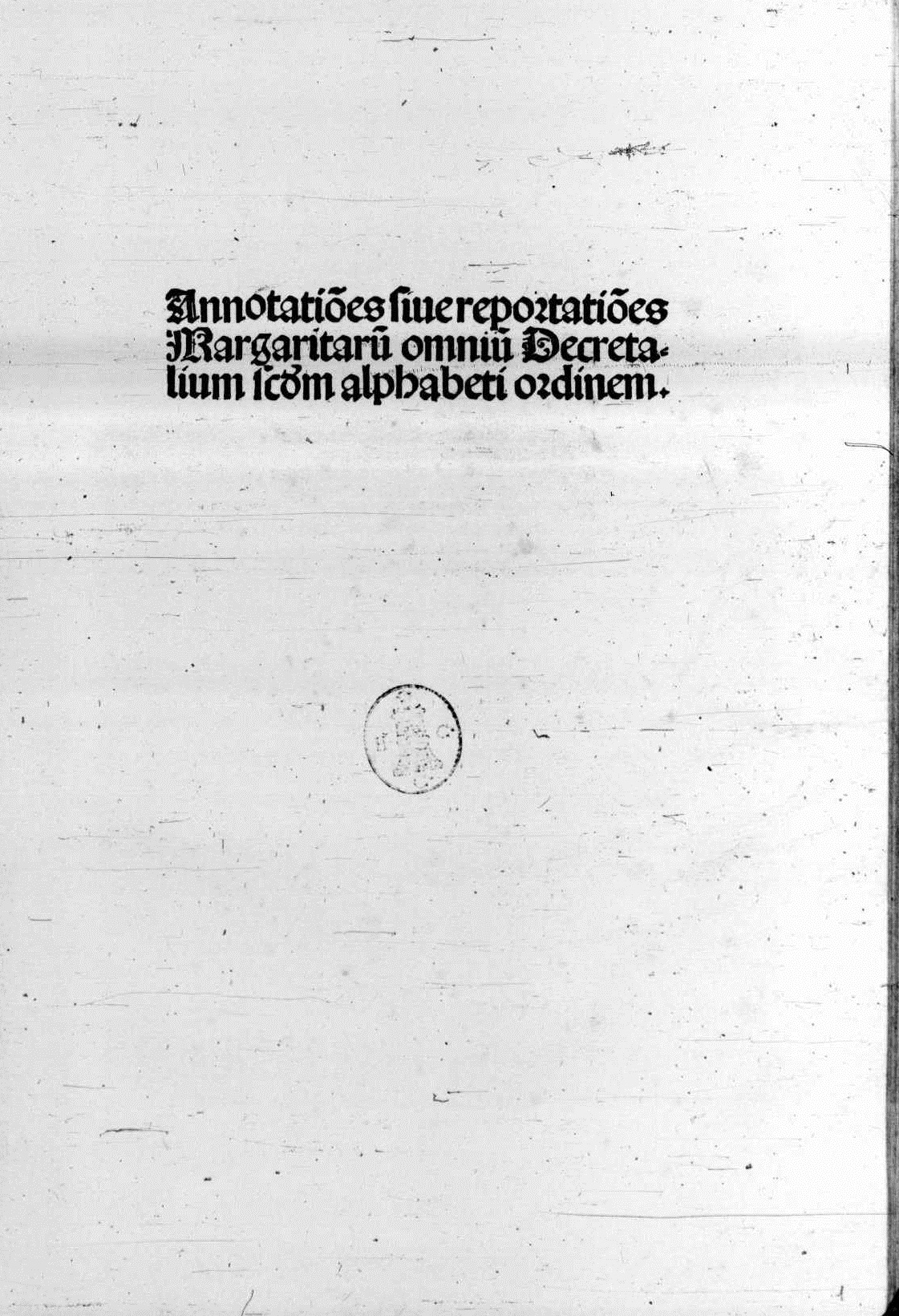
Margarita Decretalium, 1496

## Życiorys
Studiował w Bazylei, gdzie w 1489 roku odebrał tytuł doktora prawa. Później wrócił do Strasburga, objął funkcję syndyka.
Pisał w języku łacińskim, początkowo tworzył utwory poetyckie. Obecnie jest jednak znany z satyry Okręt błaznów (1494, wyd. polskie 2010), której popularność wówczas nie ograniczała się tylko do terytorium Niemiec. Używając alegorii, opisuje statek pełen błaznów, sterowany przez błaznów, który zmierza do raju dla błaznów zwanego Narragonia. Satyra ta odnosi się do sytuacji polityczno-społecznej średniowiecznej Europy.
Mimo tego iż w sprawach religijnych był – podobnie jak wielu innych niemieckich myślicieli – konserwatystą, jego utwory doskonale wpisywały się w klimat towarzyszący reformacji. Jego dzieła były edytowane po śmierci pisarza przez innych filozofów, takich jak Anglik Alexander Barclay, nie zdobyły już jednak takiej popularności jak pierwowzory.
Wybrane utwory Sebastiana Branta w tłumaczeniu na język polski ukazały się w antologii Panorama Literatury Krajowej i Zagranicznej wydawanej w 1836 i 1838 w Warszawie przez J. Węckiego oraz w przekładach Antoniego Józefa Szabrańskiego w Rysie historii literatury niemieckiej do połowy osiemnastego wieku, która ukazała się w 1876 nakładem Gebethnera i Wolffa.